# 이지포토
이지포토(EzPhoto)는 한글과컴퓨터에서 개발된 이미지 편집 프로그램이다.

## 이지포토 3
이지포토 3는 2013년 4월 22일 출시되었다.
주요 기능으로는 다음이 있다.
- 마스크 기능
- 영역선택 기능
- 멀티 레이어 기능

## 이지포토 3 VP
이지포토 3 VP는 PSD 호환성을 높여 출시되었다.